# Plaza de las Victorias
La Plaza de las Victorias (Place des Victoires, en francés), es una plaza destacada del centro de París. 
Tiene un radio de 31 metros y fue cruzada por la Catinat, la calle de la Feuillade, la calle Vide-Gousset, las calles de los Fossés-Montmartre (actualmente calle d'Aboukir) y la calle del Reposoir (hoy desaparecida).
La Plaza fue concebida y costeada enteramente el duque de La Feuillade, en homenaje al rey Luis XIV de Francia. El espacio fue concebido en función de la estatua central, que representaba al rey.

## Historia
En 1683 se demuele el Hotel de Ferté-Senneterre en cuyo terreno se construiría la plaza. Fue formalmente inaugurada en 1687.
El monumento original de Martin Desjardins (Martin Van den Bogaert), representaba al rey Luis XIV coronado por la Victoria, y bajo su pedestal cuatro esculturas conocidas como Los cuatro cautivos, que representaban a las naciones vencidas en la guerra franco-neerlandesa (1672-1678) que terminó con la Paz de Nimega (1679): España, el Imperio, Brandemburgo y Países Bajos.
Como consecuencia de la Revolución francesa, el monumento real fue desmontado en 1792 y remplazado por siete esculturas inspiradas en el arte egipcio.
En 1810 se erigió en su lugar un monumento al General Desaix (por el escultor Claude Dejoux), que pocos años más tarde fue retirado, tras la caída de Napoleón y la Restauración de los borbones (1814-1815). Su bronce (junto con el de otras dos estatuas napoleónicas) fue destinado a la fundición de la estatua ecuestre de Enrique IV que se levantó en Pont Neuf. Para justificar la decisión se argumentó que la estatua de Desaix era impúdica, ya que se le representaba desnudo. Aparecía como un héroe clásico, apoyado en una espada y señalando a la lejanía con un brazo extendido que sostenía una capa, junto a un obelisco que recordaba la campaña de Egipto.
Luis XVIII ordenó erigir en medio de la plaza una nueva estatua de Luis XIV, esta vez ecuestre, realizada por François Joseph Bosio en 1822, que es la que se conserva hasta hoy.
| |
| Grabado que reproduce la estatua de Luis XIV, del escultor Desjardins, que ocupaba la plaza hasta 1792. |

| |
| Grabado que reproduce la estatua de Desaix, del escultor Dejoux, que presidió la plaza entre 1810 y 1815. |

|                                                                                       |
| Estatua de Luis XIV, del escultor Bosio, que ocupa actualmente el centro de la plaza. |